# Фредерик Браунинг
Генерал-лейтенант сър Фредерик Артър Монтагю Браунинг носител на Кралски Викториански орден, Орден на Британската империя, Орден на банята и Орден за заслуги (20 декември, 1896 – 14 март, 1965) е британски военен офицер. Най-известното му назначение е заместник командир на 1-ва съюзническа въздушнодесантна армия по време на Операция „Маркет-Гардън“. Известен е с прякора „Момчето“ Браунинг.

## Кариера през Втората световна война
Военната му кариера започва през Първата световна война, където се запознава с Уинстън Чърчил, който години след това му дава командването на 1-ва въздушнодесантна дивизия по време на Втората световна война. Той става капитан през 1920 година и майор през 1928 година. Повишението в полковник-лейтенант получава през 1935 година. Тогава е назначен за командир на 2-ри батальон на Гренадирските гвардейци. Браунинг заема този пост приблизително до началото на Втората световна война, когато става комендант на военно училище. През 1940 година получава командването на 24-та гвардейска бригада.
През 1941 година Чърчил, който през това време заема поста министър-председател, го назначава за командир на 1-ва въздушнодесантна дивизия. Запазва командването по време на боевете в Северна Африка. Освободен е от командването на дивизията на 6 май, 1943 година, след което е повишен до ранг генерал-лейтенант през декември и е назначен в щаба на въздушнодесантните войски в Англия. На 16 април, 1944 година е назначен за командир на британския 1-ви въздушнодесантен корпус, който е част от 1-ва съюзническа въздушнодесантна армия, командвана от американския генерал-лейтенант Луис Бреретон. Браунинг запазва командването си над британските части и става заместник командир.
1-ви въздушнодесантен корпус включва частите използвани по време на Операция „Маркет-Гардън“. Браунинг се приземява с тактическото командване близо до Неймеген, но открива, че е трудно да командва войските си поради проблеми с комуникацията и тяхното географско разделение. Той използва 36 самолета, за да премести щаба си с първата вълна, а броят на войниците е ограничен от решението да не се правят два десанта в един ден. Американския генерал Джеймс Гавин, командващ американския 82-ри въздушнодесантен корпус, критикува силно Браунинг като пише в дневника си на 6 септември 1944 година, че „...без съмнение му липсват репутация, влияние и добра преценка, които идват с опита...хората от щаба му са несериозни...Защо британските части се мотаят толкова...става все по ясно. На техните командири им липсва познанието, те никога не влизат в калта, за да научат нещата по трудния начин.“
След битката критичната оценка на Браунинг за участието на полските части води до отстраняването на полския генерал-бригадир Станислав Сосабовски като командващ офицер на полската 1-ва независима парашутна бригада. През 2006 година Холандия награждава Сосабовски с Бронзов лъв, а 1-ва полска независима парашутна бригада с Ордена на Уилям.
Въпреки че фелдмаршал Бърнард Монтгомъри не обвинява Браунинг за провала на операция Маркет Гардън, той не получава друго повишение. Впоследствие става командир на щаба на лорд Маунтбатен, главнокомандващ в югоизточна Азия. Неговия предшественик на този пост генерал-лейтенант Хенри Поунал, описва Браунинг като „нервен и силно напрегнат“. Той остава с югоизточна Азия до края на войната. Последният му военен пост е като военен секретар на Военния департамент в периода 1946 – 1948 година.

## Кариера и живот след войната
В периода 1948 до 1952 година той е ревизор и ковчежник на Нейно Величество принцеса Елизабет, херцогиня на Единбург (по-късно кралица Елизабет Втора), а от 1952 до 1959 година той е ковчежник на дюка на Единбург.
От 1944 до 1962 година той е председател на Кралския яхт клуб във Фоуей и впоследствие е избран за първия му адмирал.
Женен е за писателката Дафне ДюМориер. Едната от дъщерите му, Теса, се омъжва за Дейвид Бърнард Монтгомъри, син на фелдмаршал Бърнард Монтгомъри.

## Награди
- Орден за заслуги (1917 година)
- Орден на банята (1943 година)
- Орден на Британската империя (1946 година)
- Кралски Викториански орден, Рицарски командир (1953 година)
- Кралски Викториански орден, Голям рицарски кръст (1953 година)